# Пильнинський район
Пильнинський район (рос. Пильнинский район) — адміністративно-територіальна одиниця (район) та муніципальне утворення (муніципальний район) у східній частині Нижньогородської області Росії.
Адміністративний центр — робітниче селище Пильна.

## Історія
Район було утворено 1929 року.

## Населення
| 1939    | 1959    | 1970    | 1979    | 1989    | 2002    | 2008    |
| ------- | ------- | ------- | ------- | ------- | ------- | ------- |
| 56 599  | ↘41 154 | ↗45 202 | ↘34 915 | ↘28 937 | ↘25 352 | ↘22 856 |
| 2009    | 2010    | 2011    | 2012    | 2013    | 2014    | 2015    |
| ↘22 365 | ↘21 960 | ↘21 856 | ↘21 442 | ↘20 980 | ↘20 597 | ↘20 264 |
| 2016    | 2017    |         |         |         |         |         |
| ↘20 023 | ↘19 818 |         |         |         |         |         |